# Sainte-Marguerite-d'Elle
Sainte-Marguerite-d'Elle är en kommun i departementet Calvados i regionen Normandie i norra Frankrike. Kommunen ligger i kantonen Isigny-sur-Mer som ligger i arrondissementet Bayeux. År 2022 hade Sainte-Marguerite-d'Elle 755 invånare.

## Befolkningsutveckling
Antalet invånare i kommunen Sainte-Marguerite-d'Elle
Referens:INSEE